# Szary Wilk i Czerwony Kapturek
Szary Wilk i Czerwony Kapturek (ros. Серый волк энд Красная Шапочка, Sieryj wołk and Krasnaja Szapoczka) – radziecki film animowany z 1990 roku w reżyserii Garriego Bardina. W filmie wykorzystano metodę animacji z wykorzystaniem figur z gliny (claymation).

## Obsada (głosy)
- Armen Dżigarchanian jako Szary wilk
- Swietłana Stiepczenko jako Czerwony Kapturek
- Eda Urusowa jako babcia

## Nagrody
- 1991 - pierwsza nagroda Jury na Międzynarodowym Festiwalu Filmów w Los Angeles
- 1991 - Grand Prix i Nagroda Publiczności na Międzynarodowym Festiwalu Filmów Animowanych w Annecy (Francja)
- 1991 - Dyplom na Międzynarodowym Festiwalu Filmowym w Bratysławie
- 1992 - Nika Moskwa (RFSRR)